# الدراسة الاستقصائية الوطنية للمواقف وأنماط الحياة الجنسية
الدراسة الاستقصائية الوطنية للمواقف أنماط الحياة الجنسية:هي الاسم الذي أُطلق علي سلسلة من الدراسات الاستقصائية التي أُجريت وجها لوجه مع الناس في المملكة المتحدة فيما يتعلق بسلوكهم وأنماطهم الجنسية، والجولات الثلاثة من المقابلات التي أُجريت حتي الآن هي : ناتسال 1 (1990-91) وناتسال 2 ( 2000- 01 ) وناتسال 3 (2010 – 12 ). وتستخدم النتائج علي نطاق واسع في البحوث ووضع السياسات . والمحققة الرئيسة في ناتسال هي آن جونسون ، وهي استاذة في كلية لندن الجامعية،  والقائدة لمشاركة كاي ويلينغز، واستاذة في مدرسة لندن لحفظ الصحة وطب المناطق الحارة. وقد كشفت استطلاع ناتسال 3 ان البريطانيون يمارسون الجنس بشكل اقل مما كانوا يمارسوه قبل 20 سنة.
مراجع